# 大谷まち駅
大谷まち駅（おおやまちえき）は、宮城県気仙沼市本吉町野々下にある、東日本旅客鉄道（JR東日本）気仙沼線BRT（バス高速輸送システム）のバス停留所である。

## 歴史
東日本大震災で被災した気仙沼線柳津駅 - 気仙沼駅間をBRTとして本復旧することが2016年3月に決まった後、気仙沼市はBRTの利便性向上のため数多くの新駅設置の要望を行ってきた。当駅はその一環として要望されたものであるが、2016年7月に最初に申し入れを行った当初から挙げられていた駅ではなく、2020年6月の気仙沼市地域公共交通会議において新しく提起されたものである。

### 年表
- 2020年（令和2年）6月3日：令和2年度第1回気仙沼市地域公共交通会議において、当駅の設置要望が議題となり、原案通り承認される[2][3]。設置予定は令和4年春ごろとされた。
- 2021年（令和3年）6月25日：JR東日本より当駅の新設が発表される[4][5][6]。
- 2022年（令和4年）3月12日：開業[7][8]。

## 駅構造
線路を撤去して整備した専用道上に設けられている。既設専用道上に駅を増設したのではなく、大谷海岸駅 - 陸前階上駅間の専用道と合わせて整備された（専用道は先行して2021年12月27日に使用が開始された）が、駅に待避所は設けられていない。
気仙沼方面行きの乗降場のみ上屋が整備されている。

## 駅周辺
気仙沼市の大谷地区の街中にあり、駅西側に防災集団移転団地、災害公営住宅がある。付近に医療機関や商店がないため、通院や買い物での移動需要が見込まれている。
当駅を含む本吉駅 - 気仙沼駅間でほぼ並行しているミヤコーバス三陸線は、採算の悪化のため、2020年10月1日よりバス事業者の自主運行から気仙沼市の委託路線に変更されているが、当駅など、気仙沼線BRTへの新駅の設置によって代替交通手段として確保できた場合は廃止する案が示されている。
- 大谷漁港
- 大谷郵便局
- 国道45号

## 利用状況
JR東日本によると、2023年度（令和5年度）の1日平均乗車人員は12人である。
開業後の推移は以下のとおりである。
| 乗車人員推移       | 乗車人員推移     | 乗車人員推移   |
| 年度               | 1日平均 乗車人員 | 出典           |
| ------------------ | ---------------- | -------------- |
| 2021年（令和03年） | 9                | [ 利用客数 2 ] |
| 2022年（令和04年） | 6                | [ 利用客数 3 ] |
| 2023年（令和05年） | 12               | [ 利用客数 1 ] |

## 隣の停留所
東日本旅客鉄道（JR東日本）
■気仙沼線BRT
大谷海岸駅 - 大谷まち駅 - 陸前階上駅

### 記事本文
1. ↑  「震災で一部不通の気仙沼線、復旧を正式に断念…BRTを継続運行へ」『レスポンス』イード、2016年3月18日。2022年2月27日閲覧。
2. 1 2  「BRT新駅の設置要望に係る合意について (PDF)」気仙沼市、2020年6月3日。2022年2月27日閲覧。
3. ↑  「地域公共交通会議の開催状況 令和2年度」気仙沼市、2021年2月9日。2022年2月27日閲覧。
4. ↑  「気仙沼線BRT新駅の設置について (PDF)」（プレスリリース）、東日本旅客鉄道盛岡支社／東日本旅客鉄道東北工事事務所、2021年6月25日。2021年6月25日閲覧。
5. ↑  「気仙沼にBRT3駅 JR東、来春新設」『河北新報』2021年6月26日。2022年2月27日閲覧。
6. ↑  「BRT新駅　気仙沼に来春3カ所新設」『朝日新聞』2021年6月30日。2022年2月27日閲覧。
7. 1 2  「気仙沼線BRT・大船渡線BRTのダイヤ改正について (PDF)」（プレスリリース）、東日本旅客鉄道盛岡支社／東日本旅客鉄道仙台支社、2022年1月26日。2022年2月27日閲覧。
8. ↑  「BRT三つの新駅 3月12日に供用」『三陸新報』2022年1月28日。オリジナルの2022年1月28日時点におけるアーカイブ。2022年2月27日閲覧。
9. ↑  「気仙沼、大船渡線 BRTの3新駅が12日供用へ」『三陸新報』2022年3月1日。オリジナルの2022年3月1日時点におけるアーカイブ。2022年3月3日閲覧。
10. ↑  「路線バス三陸線の市委託路線化について (PDF)」気仙沼市、2020年8月20日。2022年3月7日閲覧。

### 利用状況
1. 1 2  「BRT駅別乗車人員（2023年度）| 企業サイト：JR東日本」東日本旅客鉄道。2025年7月30日閲覧。
2. ↑  「BRT駅別乗車人員（2021年度）| 企業サイト：JR東日本」東日本旅客鉄道。2025年7月30日閲覧。
3. ↑  「BRT駅別乗車人員（2022年度）| 企業サイト：JR東日本」東日本旅客鉄道。2025年7月30日閲覧。